# Българско училище „Васил Левски“ (Лийдс)
Българското училище „Васил Левски“ е училище на българската общност в град Лийдс, Англия. Създадено е през 2016 г. То функционира към дружество „Българско училище Лийдс“. По-късно е създаден филиал и в град Кингстън ъпон Хъл. Към учебната 2023/2024 г. в него се обучават 110 деца. Към 2024 г. директор на училището е г-жа Светлана Иванова.

## История
Създадено е през 2016 г. Основано е от Светлана Иванова, която става и директор на училището. През 2019 г. то е включено в официалния списък на българските неделни училища извън България на Министерството на образованието и науката на България.